# Nilfisk
Nilfisk er et primært varemærke for den danske industrivirksomhed Nilfisk Holding, der tidligere var ejet af NKT, men som i dag er selvstændigt børsnoteret. Varemærket har været benyttet til støvsugere siden 1910 og bruges i dag til en lang række rengøringsmaskiner.

## Virksomhedens historie
Virksomheden blev grundlagt i 1906 af fabrikant Peder Andersen Fisker (1875-1975) og værkfører Hans Marius Nielsen (1870-1954) som Fisker & Nielsen. Oprindeligt producerede virksomheden elektromotorer, som senere blev grundlaget for en række produkter som støvsugere, ventilatorer, blæsere, slibemaskiner, boremaskiner og sågar motorcykler (af mærket Nimbus). Gennembruddet blev Nilfisk-støvsugeren, der så dagens lys i 1910. Fisker patenterede opfindelsen og overtog senere hele virksomheden ved at købe Nielsen ud. Det blev støvsugeren, der blev virksomhedens store succes, og gradvist forsvandt de øvrige produkter ud af sortimentet. Efterhånden begyndte virksomheden også at producere industristøvsugere. I 1954 rundede Nilfisk en milepæl – da havde virksomheden solgt 1 mio. støvsugere.
Klaus Riskær Pedersens Accumulator Invest forsøgte at overtage virksomheden, men uden held. Det blev i stedet det børsnoterede NKT Holding, der i 1989 overtog virksomheden. Året forinden var højtryksrenser-producenten Gerni blevet købt. I 1994 ændredes navnet til Nilfisk A/S og i 1998 til Nilfisk-Advance A/S. Samtidig overtog Nilfisk-Advance det svenske Electrolux' rengøringsdivision ligesom den italienske producent af fejemaskiner, Ecologica, og ALTO, der fremstiller højtryksrensere og rengøringsmaskiner, blev opkøbt i 2004. Amerikanske U.S. Products og kinesiske Viper kom til i 2007, og i 2008 overtog virksomheden amerikanske HydraMaster, der laver mobile tæpperensemaskiner. I 2010 købte Nilfisk-Advance det brasilianske selskab Plataforma og den vestjyske maskinproducent, Egholm. I 2011 købte Nilfisk-Advance det franske udviklingsselskab, Jungo Voirie. I 2015 skifter Nilfisk-Advance navn til Nilfisk.
Produktionen er placeret i bl.a. Ungarn, Italien og Kina. Nilfisk har egne salgsselskaber i over 45 lande og sælges via distributører i totalt +100 lande. Nilfisks globale mærker er: Nilfisk og Viper. De største regionale mærker er Advance og Clarke.
I 2017 omsatte Nilfisk Holding for 1.082 mio. EUR og beskæftigede ca. 5.800 ansatte.
Nilfisk er medlem af FN's Global Compact.

## Modeller
Blandt de mange klassiske modeller fra Nilfisk kan nævnes:
- M20: Modellen blev lanceret i 1920/21 og bragte for alvor Nilfisken ud i de danske hjem. Motorstørrelsen var cirka 130 Watt.
- R40: En opdatering af M20, som fik indført fjederbelastede hægter mellem motorstykke og opsamlingsspand, som lettede tømning. Motorstørrelsen blev øget lidt til 160 Watt, og modellen fik slange med gevindkobling af en type, som sætter ny standard og genbruges på den næste model.
- S50/S55: Det er den mest kendte af alle gamle Nilfisk modeller. Den findes i flere motorvarianter, som blandt andet omfatter 210, 375 og 500 Watt. Modellen er fysisk større end M20 og R40. S50 har lige som de foregående modeller et såkaldt 'desinfektionsfilter', som sidder over motorens udblæsningsdel udformet som en lille stofpose, som pustes op, når motoren er tændt. Formålet er at opsamle de støvpartikler, som passerer gennem motoren med køleluften – samt de kulpartikler som gradvist slides af motorkullene. Der skulle indlægges en tot vat med desinficerende væske. hvis det skulle bruges. I praksis har filteret lille effekt, men stor signalværdi; Nilfisk udviser hensyn mod hjemmets indeklima. Filteret er skruet på motordelen med samme gevind som støvsugerens slange, hvilket muliggør at bruge Nilfisken som puster til at drive f.eks. en luftsprøjtepistol til hobbybrug.
- G70: Kan betegnes som den første moderne Nilfisk, hvor støvet ikke opbevares frit i støvsugerens underdel kun adskilt fra motoren af et stoffilter. G70 bliver udstyret med engangsposer. Samtidig bliver støvsugeren mere håndterbar, idet materialevalget falder på plastic og aluminium og ikke jern, som visse hoveddele af de gamle modeller var bygget af. G70 er lige som sine forgængere udstyret med bærehåndtag, og på grund af materialevalget er støvsugeren trods sin betydelige størrelse ikke tungere, end at de fleste let kan bære den med én hånd.

## Anekdoter
I et interview i Berlingske fortalte Nilfisk's vicedirektør at USA's atomubåde brugte Nilfisk; men det måtte ikke bruges i reklamer, da det var en militær hemmelighed.[kilde mangler]
Efter terrorangrebene i New York i 2001 oplevede Nilfisk mærkbar vækst, da det var Nilfisk-maskiner, der blev brugt til at opsuge asbest fra ruinerne af World Trade Center. Senere, da USA led af miltbrand-skræk i form af breve med hvidt pulver, var Nilfisk det eneste støvsugerfirma, der kunne levere bakterietætte filtre. Herefter fik alle posthuse i USA en Nilfisk støvsuger til et rense transportbånd med i stedet for at blæse dem rene med trykluft.